# ميشائيل ثيو
ميشائيل ثيو (بالإنجليزية: Michael Theoklitos) (11 فبراير 1981 بملبورن في أستراليا - ) هو لاعب كرة قدم أسترالي في مركز حراسة المرمى. لعب مع نادي بريزبان رور ونادي بلاكبول ونادي ملبورن فيكتوري ونورويتش سيتي ونادي جنوب ملبورن وFootball Kingz FC ‏ وBrunswick Juventus FC ‏ وNew Zealand Knights FC ‏.

## وصلات خارجية
- ميشائيل ثيو على موقع قاعدة بيانات كرة القدم.إي يو (الإنجليزية)
- ميشائيل ثيو على موقع Soccerbase.com (لاعب) (الإنجليزية)
- ميشائيل ثيو على موقع Soccerway.com (الإنجليزية)
- ميشائيل ثيو على موقع عالم كرة القدم.نت (الإنجليزية)